# I viaggiatori (film)
I viaggiatori è un film italiano del 2022 diretto da Ludovico Di Martino.

## Trama
Tre amici adolescenti, Max, Flebo e Greta, partono alla ricerca dello scienziato Beo Fulci, fratello maggiore di Max, misteriosamente scomparso nel nulla insieme al suo capo, l'eccentrica dottoressa Sestrieri. Grazie alla scoperta di una macchina del tempo, i tre si ritroveranno catapultati nell'anno 1939 nella Roma in mano ai fascisti.

## Distribuzione
Il film è stato proiettato in anteprima il 22 ottobre 2022 ad Alice nella città, sezione autonoma e parallela alla Festa del Cinema di Roma 2022, ed è stato distribuito direttamente sulla piattaforma on demand di Sky Italia il 21 novembre seguente.